# Monaises
Monaises (altgriechisch Μοναίσης) war ein parthischer Adliger, der 37 v. Chr. vor dem Partherkönig Phraates IV. zum römischen Triumvirn Marcus Antonius floh, sich aber bald danach mit Phraates aussöhnte und Antonius’ Heer eine Niederlage beibrachte.

## Leben
Über Monaises’ frühes Leben und seine Abstammung ist nichts bekannt. Nach der Ansicht des englischen Althistorikers Michael Grant sei er Besitzer ausgedehnter Ländereien in Mesopotamien gewesen. Nachdem Phraates IV. 38 v. Chr. im Partherreich die Macht übernommen hatte, ließ er seinen Vater und zahlreiche weitere Verwandte töten, um seine Thronfolge zu sichern. Dies führte zu einem Konflikt zwischen Phraates IV. und einem Teil des parthischen Adels. Unter der Führung des Monaises flohen viele parthische Aristokraten Ende 37 oder Anfang 36 v. Chr. nach Antiochia zu Antonius. Dieser nahm Monaises als bedeutenden Überläufer gut auf. Der Triumvir unterstellte Monaises drei Städte der römischen Provinz Syria, nämlich Larissa (heute Schaizar), Arethusa (heute Rastan) und Hierapolis Bambyke (heute Manbidsch), dessen Territorium sich bis an den Euphrat und damit bis an die Grenze zum Partherreich erstreckte. Der antike Historiker Cassius Dio gibt an, dass Antonius dem Monaises nach einem erfolgreichen Abschluss seines geplanten Partherfeldzugs auch den parthischen Thron habe übergeben wollen. Laut Christoph Schäfer habe Monaises ein Doppelspiel getrieben, das Antonius – wohl mit Hilfe seiner Geliebten, der ägyptischen Königin Kleopatra – durchschaut habe.
Bald knüpfte Phraates IV. durch Boten Unterhandlungen mit Monaises an und ließ ihm ein Rückkehrangebot unterbreiten, das Monaises annahm. Antonius zeigte sich empört, ließ aber Monaises ziehen und gab ihm eine Gesandtschaft mit, die Verhandlungen mit Phraates IV. einleiten sollte. Als Bedingung für den Abschluss eines Friedensvertrags hätten die Gesandten des Triumvirn nur die Rückgabe der von den Parthern 53 v. Chr. nach der Schlacht bei Carrhae erbeuteten römischen Feldzeichen und die Freilassung der noch lebenden Kriegsgefangenen verlangt. Laut Cassius Dio sei dies ein Täuschungsmanöver von Antonius gewesen, um den Partherkönig in Sicherheit zu wiegen, während er in Wirklichkeit eifrig weiter gegen ihn gerüstet habe. Christoph Schäfer vertritt hingegen die Ansicht, dass Antonius die Verhandlungen durchaus ehrlich gemeint haben könnte.
Aus einer Notiz des römischen Dichters Horaz ist zu schließen, dass Monaises als Parteigänger des Phraates IV. dem römischen Heer des Antonius während dessen Partherfeldzug 36 v. Chr. eine Niederlage zufügte. Nach der Interpretation von Annelise Modrze und Michael Grant sei es Monaises gewesen, der als Anführer der parthischen Reiterei Antonius’ Legaten Oppius Statianus entscheidend schlug. Der Triumvir musste sich daraufhin auf den Rückmarsch zur armenischen Grenze machen, wobei ihm Monaises durch seinen Vetter Mithridates den rechten Weg weisen ließ. Über das spätere Schicksal des Monaises ist nichts überliefert.